# Елдон (Мисури)
Елдон (енгл. Eldon) град је у америчкој савезној држави Мисури.

## Демографија
По попису из 2010. године број становника је 4.567, што је 328 (-6,7%) становника мање него 2000. године.
| Група             | 2000.         | 2010.         |
| Белци             | 4.766 (97,4%) | 4.351 (95,3%) |
| Афроамериканци    | 16 (0,3%)     | 22 (0,5%)     |
| Азијати           | 8 (0,2%)      | 17 (0,4%)     |
| Хиспаноамериканци | 57 (1,2%)     | 65 (1,4%)     |
| Укупно            | 4.895         | 4.567         |